# Suzanne Belperron
Suzanne Belperron (* 26. September 1900 als Madeleine Suzanne Marie Claire Vuillerme in Saint-Claude, Jura; † 28. März 1983 in Paris) war eine französische Schmuck-Designerin.

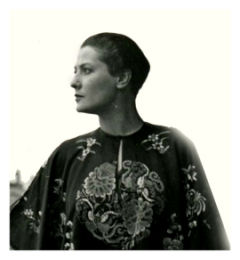
Suzanne Belperron auf ihrem Balkon in Paris, in einem seidenen Kimono
(Olivier Baroin Archiv)

## Biografie

### Kindheit
Belperron wurde als Tochter von Jules Alix Vuillerme (1861–1931) und Marie Clarisse Faustine Bailly-Maître (1866–1931) am 26. September 1900 in Saint-Claude geboren.
Um sich während der langen Wintermonate zu beschäftigen, hatten die Einwohner des Jura im Laufe der Jahrhunderte eine breite Palette von traditionellem Handwerk, einschließlich der Technik des Edelsteinschleifens, entwickelt. Zwischen 1885 und 1929 war die Stadt Saint-Claude eines der wichtigsten globalen Zentren der Welt für die Diamantenschleiferei.
Suzannes Mutter, die frühzeitig die Gabe ihrer Tochter als Zeichnerin erkannt hatte, meldete sie an die Hochschule der Bildenden Künste in Besançon an. Diese öffentliche Schule war 1773 von dem Schweizer Maler Johann Melchior Wyrsch und dem französischen Bildhauer Luc Breton gegründet worden. 1917/18 erhielt Belperron den ersten Preis des jährlichen Wettbewerbes für dekorative Kunst der Hochschule. Eine Anerkennung für ihre Studienjahre über die „Dekoration von Uhren und Schmuck“.

### Eine avantgardistische Künstlerin im Hause Boivin
Nach Abschluss des Studiums zog sie nach Paris, damals Zentrum internationaler Juwelierskunst. Im März 1919 wurde sie als Schmuckdesignerin von Jeanne Boivin, der Witwe von René Boivin, eingestellt. Das Haus Boivin wurde 1890 gegründet und hatte seinen Gründer René Boivon, einen talentierten Zeichner und Graveur, im Jahr 1917 verloren. Belperron war schnell erfolgreich. Schon 1920 tauchten in der Kollektion des Hauses Boivin viele Schmuckstücke auf, die sie 1917, noch als Studentin entworfen hatte. Zu dieser Zeit kontrastierte ihr Schmuck mit seinen voluminösen und geschwungenen Formen gegen die den damals herrschenden Art-déco-Stil mit seiner Vorliebe für geometrische und strukturierte Figuren.
Suzanne wurde von Jeanne Boivin immer als „ein wenig wie ihr eigenes Kind“ betrachtet und sie erkannte, dass sie eine wichtige Rolle im künstlerischen Leben des Hauses René Boivin spielte. Belperron blieb kinderlos und widmete sich vollständig der Kreativität und der Entwicklung des internationalen Rufes des Unternehmens. 1924 wurde sie im Alter von 23 Jahren zur Co-Direktorin des Hauses ernannt.
Am 11. Juli 1924 heiratete sie den Ingenieur Jean Belperron (* 1889 in Dôle). Das Paar zog in das Viertel Montmartre, in die 49, rue Lamarck. Dort traf sie, in einem Atelier des expressionistischen Malers Gen Paul, den Schriftsteller Louis-Ferdinand Céline, die Schauspieler Arletty und Robert le Vigan sowie den Dramatiker René Fauchois.
Suzanne Belperron wurde als vollwertige Künstlerin angesehen. Sie wurde von den Kunden verehrt und von den Lieferanten anerkannt. Es wurde damals vermutet, dass sie nach dreizehn Jahren ein Gefühl der Frustration erleben musste, da ihre Werke nicht unter ihrem Namen vermarktet wurden und sie keine öffentliche Anerkennung erhielt, da die Juweliere üblicherweise auf der Anonymität ihrer Designer bestanden. Auch Werke von Designern wie Charles Jacqueau und Peter Lemarchand für Cartier, oder René Sim Lacaze für Van Cleef & Arpels waren davon betroffen.

### 1930er Jahre
Im Februar 1932 entschloss sich Suzanne Belperron, das Haus von René Boivin zu verlassen. Juliette Moutard, die vorher für den Hersteller von Luxusuhren Verger Frères arbeitete, wurde 1933 ihre Nachfolgerin. Germaine Boivin, Tochter von Jeanne und René Boivin, arbeitete vorher als Modedesignerin für den bekannten Modeschöpfer, ihren Onkel, Paul Poiret. Nach der Schließung des Hauses Poiret im Jahr 1929 kreierte sie zunächst ihre eigene Modekollektion und schloss sich erst 1938 dem Hause Boivin an.
Im März 1932 nahm Suzanne Belperron ein Angebot von Bernard Herz (1877–1943) an und wurde „die exklusive, künstlerische und technische Leiterin“ des Hauses Herz. Beide kannten sich seit Jahren, da der renommierte Pariser Perlen- und Edelsteinhändler ein Lieferant des Hauses Boivin war. Nachdem sie ihren privaten Salon in 59, rue de Chateaudun in Paris eingerichtet hatte, arbeitete sie mit dem Edelsteinschleifer Adrien Louart (1890–1989) zusammen. Das Atelier Groëné et Darde wurde schließlich ihr exklusiver Hersteller.
Während der 1930er Jahre trugen die originellen Kreationen von Suzanne Belperron zu einem wachsenden internationalen Ruf des Hauses Bernard Herz bei. Ihre Bekanntheit wuchs und Suzanne Belperron wurde eine wichtige Figur in der künstlerischen Welt, sowohl in Frankreich als auch im Ausland. Sie realisierte avantgardistischen Schmuck, der reißenden Absatz bei den Adeligen fand. Ihre Kreationen waren den größten Juwelieren wie Cartier, Boucheron, Van Cleef & Arpels würdig und wurden fast jeden Monat in den Seiten der luxuriösen Modemagazine Vogue und Harper’s Bazaar abgebildet, in konstanter Zusammenarbeit mit den beiden Fotografen George Hoyningen-Huene und Horst P. Horst. Ihre Freundin Diana Vreeland, Chefredakteurin von Harper’s Bazaar von 1937 bis 1962, dann Chefredakteurin der Vogue, bewunderte den Stil der Künstlerin. Die Schmuckstücke von Suzanne Belperron waren unentbehrlich für die Kleidung der großen Modeschöpfer, beispielsweise von Coco Chanel, Elsa Schiaparelli, Lucien Lelong, Louise Boulanger oder Augusta Bernard.
Im Juli 1939 erhielt Suzanne ein Angebot für eine künstlerische Zusammenarbeit von dem New Yorker Juwelier Paul Flato, welches sie ablehnte.

### «Mein Stil ist meine Unterschrift»
Als großartige Farbenkünstlerin hatte Suzanne Belperron das Talent, mit den ästhetischen Einflüssen jeden Ursprungs und mit allen von der Natur inspirierten Motiven spielen zu können, was ihre Werke ausmachte.
Suzanne Belperron war von Künsten und fernen Kulturen des Orients (insbesondere der assyrischen Kultur) fasziniert: Indien, der Ferne Osten (China, Japan), Afrika und Ozeanien. Im Herbst 1923 hatte sie deshalb ihre Verlobungsreise in Ägypten verbracht.
Die Natur mit ihrer floralen Vielfalt sowie die Unterwasserwelt bildeten für sie Inspirationsquellen. Sie war fasziniert von deren vielfältigen Farben und prachtvollen Formen. Durch die Kombination verschiedener Farben und Materialien entstanden unendliche Variationen.
Entgegen der aktuellen Kreationen der Art-déco-Epoche, dessen Schmuck meist eckige Formen hatte und oft in Platin mit Diamanten gefasst war, wählte Belperron farbige Steine, benutze weichere Formen und schuf innovative Schmuckstücke aus bisher wenig erforschten Materialien, wie Bergkristall, Chalcedon und Karneol, die andere Schmuckdesigner nicht verwendeten. Sie verwendete auch ein 22-Karat-Gold, welches ein weicheres Karat-Niveau als gewöhnlich besaß, aber das häufig aufgrund seiner reinen Farbe benutzt wurde.
Ihr Leitmotiv war stets „Mein Stil ist meine Unterschrift“. Sie betrachtete ihren Schmuck als originell, daher sei er leicht zu erkennen und es sei überflüssig, ihn mit einer Unterschrift zu versehen.

### Zweiter Weltkrieg
Da Bernard Herz jüdischer Herkunft war, wurde er zu Beginn der Besatzung von Paris von der Gestapo mehrmals verhört. Einmal gelang es Suzanne Belperron mit Hilfe ihrer Freundin Rika Radifié, die Ehefrau von Schauspieler Harry Baur, ihn aus der Gestapo-Haft zu befreien.
Wegen der durch das Vichy-Regime erlassenen antisemitischen Gesetze übernahm Suzanne 1940 die Führung des Hauses Bernard Herz, um das Weiterbestehen zu sichern. Nach der Festnahme von Bernard Herz ließ Suzanne Belperron am 23. Januar 1941, nach Auftrag von Herz, eine GmbH unter dem Namen „Suzanne Belperron SARL“ ins Handelsregister aufnehmen. Sie startete mit einem Kapital von 700.000 Franc, das ihr ihr Freund Marcel Coard geliehen hatte. Henri Guiberteau war ihr Teilhaber. Suzanne wusste, dass die Zukunft des Hauses allein auf ihren Schultern lastete. Während der ganzen Kriegszeit arbeitete sie unermüdlich, trotz der Schwierigkeiten, Material für neue Schmuckstücke zu beschaffen.
Infolge einer Denunziation wurden Suzanne Belperron und Bernard Herz am 2. November 1942 von der Gestapo festgenommen und in die Pariser Avenue Foch zum Verhör gebracht. Herz wurde sofort in das Sammellager Drancy gebracht, von wo er am 2. September 1943 im Konvoi Nr. 59 in das Vernichtungslager Auschwitz-Birkenau deportiert wurde. Suzanne Belperron wurde von der Gestapo aufgefordert, amtliche Dokumente, die ihre Herkunft und die Konfession ihrer Eltern nachwiesen, zu liefern.
Während des Krieges schloss sich Suzanne der Résistance an. Später, im Jahre 1956, wurde einer ihrer Angehörigen, der Widerstandskämpfer und Romanautor André Chamson, in die französische Akademie aufgenommen. Für das obligatorische Schwert der Ritter-Uniform lieferte Belperrone den Entwurf.

### Nach dem Krieg
In seinem letzten Brief, auf den 21. Februar 1943 datiert und gesendet aus dem Konzentrationslager in Drancy, übertrug Bernard Herz sein Unternehmen, sein Testament und die Obhut seiner Kinder, Aline und Jean, Suzanne Belperron.
Am 11. Juni 1946 wurde sein Sohn Jean aus der Kriegsgefangenschaft entlassen und kam nach Paris zurück. Dem letzten Willen seines Vaters folgend gründete er, mit gleichem Anteil, mit Suzanne ein neues Unternehmen: „Jean Herz-Suzanne Belperron SARL“.
Anfang 1945 verließ Suzanne Montmartre und zog in die Hausnummer 14 in der rue d’Aumale in Paris, nicht weit entfernt von den Empfangsräumen des Hauses Herz-Belperron.
Ihre Wohnung befand sich in einem neoklassizistischen Gebäude und war von dem französischen Designer Marcel Coard (1889–1975) ausgestaltet.

### Haute Couture für eine glamouröse Klientel
In ihrem von Marcel Coard dekorierten Salon in der dritten Etage der rue de Chateaudun in Paris empfing Suzanne Belperron ihre Kunden ausschließlich nach Voranmeldung. Die Adresse verbreitete sich nur durch Mundpropaganda.
Das Schmuckstück sollte ein Spiegelbild der Persönlichkeit des Trägers sein. Deshalb erkundigte sich Suzanne vor jeder Bestellung nach dem Lebensstil ihrer Kunden. Sie berücksichtigte die Form des Gesichtes, den Farbton der Haut und die Form der Hände. Belperron verhielt sich wie eine Modeschöpferin der Haute Couture.
Bedacht auf eine Perfektion, die nichts dem Zufall überließ, verfolgte Suzanne Belperron wie ein Werkstattmeister jede Stufe der Herstellung. Zu diesem Zweck hatte sie ein tägliches Treffen mit dem Leiter der Werkstatt der Firma Groëne et Darde. Diese Gesellschaft wurde 1955 zur Darde et fils, später von 1970 bis 1973 zur Darde et Cie umbenannt. Zu dieser Zeit arbeitete sie auch mit Adrien Louart, einem Edelsteinschleifer zusammen.
Ihre Juwelen wurden von einer vermögenden Klientel getragen, von Maharadschas bis zu den europäischen Aristokraten, von Industriemagnaten bis zu Hollywoodstars, von Finanzmännern bis zu Artisten. Die großen Höfe Europa waren ihre Kunden, dazu zählten die Aga Khan-Dynastie, Rothschild, Wildenstein, Prominente aus der Kunstwelt und Berühmtheiten, wie Joséphine Baker, Gary Cooper, Christian Dior, Daisy Fellowes, Mona von Bismarck, Adele Astaire, die englische Schauspielerin Merle Oberon, Hélène Beaumont und der Architekt Robert Mallet-Stevens. Auch Politiker, beispielsweise Paul Reynaud, Léon Blum, Maurice Couve de Murville, Gaston Palewski oder Frau Houphouët-Boigny und Freunde, wie Colette, Elsa Schiaparelli, Nina Ricci, Jeanne Lanvin oder Jean Cocteau gehörten zu ihren Kunden.

### Ende der Karriere
Am 12. Juli 1963 wurde Suzanne Belperron mit dem Ritterkreuz der Ehrenlegion ausgezeichnet.
1970 beschlossen Suzanne Belperron und ihr Gesellschafter Jean Herz während der Hauptversammlung am 28. Juni 1974, auf gütliche Weise ihre Gesellschaft aufzulösen. Am 31. Dezember 1975 wurde die Gesellschaft Herz-Belperron liquidiert.
Diese Entscheidung bedeutete für Suzanne Belperron nicht das Ende ihrer beruflichen Tätigkeit. Ihre alten Kunden hielten weiterhin mit ihr Kontakt, und Suzanne Beleperron schätzte den Geldwert der Schmuckstücke für ihre Kundschaft, die aus Erbschaften stammten, als Versicherung dienten oder als Spenden an Museen übergeben werden sollten. Jedoch lehnte sie alle Vorschläge für eine Zusammenarbeit ab (auch von Tiffany & Co.), ihre Schmuck-Kollektion fortzusetzen.
Suzanne Belperron starb bei einem Unfall am 28. März 1983 im Alter von zweiundachtzig Jahren. Kinderlos hinterließ sie ihr Eigentum an einen engen Freund.

## Vergessen und Wiedergeburt

### Die Auktion der Windsor-Juwelen 1987
Trotz der Beliebtheit ihres Designs in ihrer eigenen Zeit wurde der Name „Belperron“ bis zur renommierten Schmuckauktion der Juwelen von Wallis Simpson, besser bekannt als Herzogin von Windsor, am 2. und 3. April 1987 in Genf von Sotheby’s veranstaltet, größtenteils vergessen. Während dieser Versteigerung wurden nur fünf von 16 Stücken von „Belperron“ richtig katalogisiert.

### Neuauflage der Schmuckstücke von Suzanne Belperron
Die Arbeit von Suzanne Belperron wurde durch den Verkauf der Juwelen, die der Herzogin von Windsor gehörten, zur Geltung gebracht und schließlich anerkannt und hoch geschätzt.
Im Juni 1991 wurde die GmbH « Société Nouvelle Herz-Belperron » in Paris gegründet. Dieses Unternehmen hatte einen einzigen, exklusiven, amerikanischen Kunden, einen New Yorker Juwelier. Er bestellte Neuauflagen, also moderne Schmuckstücke. Diese Reproduktionen wurden in Paris hergestellt und enthielten « the French essay marks », wurden dann exportiert und in New York verkauft.
Die Société Nouvelle Herz-Belperron wurde am 28. Dezember 1998 liquidiert.

### Entdeckung ihrer persönlichen Archive 2007

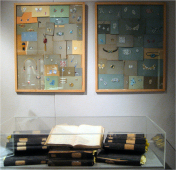
Exposition von persönlichen Archiven (Entdeckt im Jahr 2007) von Suzanne Belperron – Sotheby’s Paris – 24. Januar 2012

2007 verstarb der Universalerbe von Suzanne Belperron. Durch die Erbfolge wurde ein neuer Erbe Besitzer des Nachlasses von Suzanne Belperron, einschließlich ihrer Archive.
Es wurde das Gerücht verbreitet, dass Suzanne Belperron ihre Archive verbrannt habe. Der neue Universalerbe entdeckte ihre kleine Wohnung, deren Türen bis 1983 geschlossen waren. Diese Wohnung enthielt die Möbel von Suzanne Belperron, ihre Bibliothek sowie sämtliche Archive: eine große Sammlung von Zeichnungen, Skizzen, Modellen, Entwürfen, berufliche Korrespondenzen, Terminkalender, täglich gehaltene Auftragsbücher von 1937 bis 1974, Fotos und gegengezeichnete Zeitungsartikel. Diese Entdeckung ist von entscheidender Bedeutung, um die Echtheit und die Rückverfolgung ihres Werkes zu garantieren, was einfache Zeichnungen nicht ermöglichen könnten.
Der verstorbene Erbe und langjähriger Freund von Suzanne hat bis zu seinem Tode den Willen der Künstlerin geehrt: die Vertraulichkeit ihrer Archive zu gewährleisten und den Respekt gegenüber ihrer Kundschaft zu wahren.
Die Archive offenbaren, dass viele Dinge, die über Suzanne Belperron geschrieben worden sind, da sie als eine diskrete und geheimnisvolle Frau galt, ohne jegliches Fundament waren.
Außerdem bestätigen sie, dass es einen Plan für ein Kunstbuch über ihre Arbeit gab, welches jedoch nie verwirklicht wurde. Hans Nadelhoffer (1940–1988), Experte in der Juwelierskunst, berühmt wegen seiner Referenzmonografie, die dem Haus Cartier gewidmet ist, plante 1981 ein Buch über die Arbeit von Suzanne zu schreiben. Durch dieses Projekt angestoßen, begann Suzanne Belperron, ihre kompletten Archive zu sammeln.
Im Jahr 2008, fasziniert durch die Kunst, bat der neue Erbe, ein Schriftsteller der sich auf antike Schmucksachen spezialisiert hat und ein französischer Experte in Schmucksachen ist, das mit Hans Nadelhoffer angefangene Monografie-Projekt fortzusetzen. Der französische Experte hat am 1. Oktober 2008 vertraglich aufgenommen, dass er die kompletten Archive von Suzanne Belperron erworben hat und wurde vom letzten Vermächtnisnehmer beauftragt, die Zukunft des Gutachten des ganzen Werkes von Suzanne Belperron zu verewigen.

### Ein zeitloser Stil mit wachsendem Erfolg
Der zeitlose Stil der Schmuckstücke von Suzanne trifft auf einen wachsenden Erfolg, welcher durch zwei Verkaufsrekorde in Paris belegt wurde. Es wurde eine Brosche aus Smaragden und Diamanten in Form eines Füllhorns für 553.000 € am 19. Mai 2010 verkauft und ein Armband aus Turmalinen, Smaragden, Peridots, Saphiren und Beryllen, dass für 247 000 € am 24. November 2011 verkauft wurde.
Anfang 2012 wählte Karl Lagerfeld eines der Chalzedon-Schmuckstücke von Suzanne Belperron aus, um den Ton für die Kollektion im Frühling/Sommer 2012 des Hauses Chanel anzugeben.
Am 14. Mai 2012 wurden die Schmuckstücke aus der privaten Sammlung von Suzanne Belperron bei dem Nachlass 2007 in Genf verkauft. Die 60 Anteile wurden zu einem drei Mal so hohen Preis wie seinem anfänglich geschätzten Wert versteigert. Die Auktionen erbrachten eine Gesamtsumme von 3.224.950 CHF (2,7 Millionen €); ungewöhnlich war insbesondere ein Ring aus Bergkristall, der für 386.000 € verkauft wurde.

## Zeitungsartikel
- Harper’s Bazaar: September 1936, März 1938, April 1938, Juli–August 1938, Januar 1939
- Pierre Schneider: Dix siècles de joaillerie française. In: L’Express. 10. Mai 1962, Ausstellung im Louvre.
- Le Figaro illustré: November 1934, Dezember 1935
- San Francisco Sunday Chronicle. 16. November 1961.
- Vogue. – Amerikanische Ausgabe: September 1933, Januar 1934, Mai 1934, Juni 1935, Oktober 1935, Januar 1936, Februar 1936, April 1936, Juni 1936, Januar 1937
- Vogue. – Englische Edition: August 1934, 1936.
- Vogue. – Französische Ausgabe: November 1933, Mai 1934, Juni 1934, Juli 1934, Januar 1935, Februar 1935, März 1935, April 1935, Juni 1935, September 1935, Februar 1936, März 1936, April 1936, August 1936, Januar 1937, Februar 1937, März 1937, Mai–Juni 1947, Dezember 1947, Februar 1948, September 1950, Dezember 1951–Januar 1952, Dezember 1960, März 1972.

- Michèle Heuzé: Suzanne Belperron sort de l’ombre (Suzanne Belperron aus dem Schatten). In: L’Objet d’art. Mai 2012, ISSN 0998-8041, S. 68–73 (französisch).

- Laurence Mouillefarine: Les trésors de Suzanne Belperron. In: AD / Architectural Digest. Mai 2012, ISSN 0990-977X, S. 118–120 (französisch, Die Schätze von Suzanne Belperron / Fotos von Karl Lagerfeld).
- Cathy Horyn: The Legacy of Suzanne Belperron, Jeweler. Modern, Before the World Was. In: The New York Times. 19. Dezember 2012 (englisch, nytimes.com).
- Pierre Groppo: Die Schätze von Suzanne Belperron. Vogue, 12. Mai 2012, abgerufen am 5. Februar 2013 (französisch, mit Fotos).
- The Legacy of Suzanne Belperron, Jeweler. In: The New York Times. nytimes.com, 19. Dezember 2012, abgerufen am 5. Februar 2013.